# Cleora immemorata
Cleora immemorata là một loài bướm đêm trong họ Geometridae.